# Alberic de Pierpont Surmont de Volsberghe
Albéric Edouard Marie Joseph Ghislain Anatole de Pierpont Surmont de Volsberghe, né le 2 décembre 1861 à Ixelles et décédé le 28 février 1929 à Namêche fut un homme politique catholique belge.
Surmont de Volsberghe fut docteur en droit (Université catholique de Louvain). Dès 1892, il fut élu conseiller provincial de la province de Namur, conseiller communal (1895) et bourgmestre de Namêche (jusque 1920), sénateur provincial de la province de Namur (1914-mort), en suppléance de Eugène Mincé du Fontbaré.
Il fut fortement impliqué dans la Société de Saint-Vincent-de-Paul belge, dont il fut président du conseil national (1917-27).

## Généalogie
- Il fut fils de Léon (1829-1890) et Clara de Spandl (1834-1865).
- Il épousa en 1890 Marie Antoinette Surmont de Volsberghe (1869-1957).
  - Ils eurent six enfants : 
    - Marie-Thérèse Nelly Antoinette Joséphine Ghislaine de PIERPONT SURMONT de VOLSBERGHE 
    - Geneviève Marie Octavie Josèphe Antoinette Ghislaine de PIERPONT SURMONT de VOLSBERGHE 
    - Léon Goswin Antoine Marie Joseph Ghislain de PIERPONT SURMONT de VOLSBERGHE, Baron de Pierpont Surmont de Volsberghe 
    - Antoine Xavier Alphonse Marie Joseph Ghislain de PIERPONT SURMONT de VOLSBERGHE, Écuyer 
    - Jeanne Marie Josèphe de PIERPONT SURMONT de VOLSBERGHE 
    - Yves Albéric Marie Joseph Ghislain de PIERPONT SURMONT de VOLSBERGHE, Écuyer

## Sources
- Bio sur ODIS